# Hosokawa Katsumoto
Hosokawa Katsumoto est un nom japonais traditionnel ; le nom de famille (ou le nom d'école), Hosokawa, précède donc le prénom (ou le nom d'artiste).
Hosokawa Katsumoto (細川勝元, 1430-1473) est un des kanrei durant l'époque de Muromachi. Il est célèbre pour avoir collaboré à la création du temple de Ryōan-ji, connu pour son jardin rocailleux, ainsi que pour son engagement dans la guerre d'Ōnin.

## Biographie
Hosokawa Katsumoto faisait partie des kanrei, les députés du shogun, durant la période Muromachi au Japon. Il est connu pour son implication dans la création de Ryoan-ji, un temple célèbre pour son jardin de roche, et pour sa participation à la guerre d'Ōnin, qui a ouvert l'époque Sengoku, qui a duré cent trente ans.
Ses conflits avec son beau-père, Yamana Sōzen, qui supporte mal le pouvoir dont dispose Hosokawa en tant que kanrei, comptent parmi ceux qui déclenchent la guerre d'Ōnin en 1467. Lorsque le shogun Ashikaga Yoshimasa a un fils en 1464, Yamana voit une occasion de s'opposer davantage à Hosokawa, soutenant l'enfant comme l'héritier des shoguns. Hosokawa a toujours travaillé en étroite collaboration avec le frère du shogun, Yoshimi et soutenu sa prétention au shogunat.
En 1467, une guerre ouverte éclate dans la capitale, Kyoto, entre Yamana et Hosokawa, qui sont chacun à la tête d'environ 80 000 hommes. Le shogun déclare alors que le premier à faire la guerre dans la capitale serait considéré comme un rebelle. En conséquence, les deux armées restent immobiles pendant un certain temps, mais après quelques mois, la tension est telle que la guerre ne peut pas être repoussée davantage. Hosokawa est à l'origine de la première vraie attaque au sein de la capitale, attaquant le manoir d'un nommé Isshiki, général de Yamana. Des combats éclatent entre les deux camps et, au cours des jours qui suivent, beaucoup sont tués, de nombreux bâtiments sont détruits, que ce soit par les soldats ou par des pillards. Chaque armée s'octroie alors une section de la ville qu'elle tient et défend contre l'autre. On donne à l'armée de Hosokawa le nom d’« armée de l'Est », tandis que l’« armée de l'Ouest » de Yamana contrôle la partie ouest de Kyoto. Mais tous les combats n'ont pas lieu au sein de la ville : Hosokawa envoie des hommes sur les routes principales et dans les provinces gouvernées par Yamana afin d'empêcher ses renforts d'atteindre les principales batailles.
Bien que Hosokawa est celui qui a porté la première attaque, il parvient à convaincre le shogun de considérer Yamana, et non lui-même, comme un rebelle envers le shogunat. Il parvient même à convaincre Yoshimasa de le nommer général dans les attaques officielles du shogunat contre Yamana, mais ne parvient cependant pas à lui apporter un réel soutien. Certains des disciples de Yamana désertent, rejoignant le camp de Hosokawa, moralement supérieur, mais encore plus d'entre eux changent de camp à la suite du travail des émissaires de Hosokawa dans les provinces où Yamana et ses alliés rabattent leurs armées.
Au début de l'année 1468, près d'un an après le début de la guerre, la lutte s'affaiblit. Une grande partie de cette année est consacrée par les deux camps à se regarder en chiens de faïence et à des sorties très limitées, chaque camp désirant se consacrer à la reconstruction et n'agir que défensivement. Les deux armées passent alors les quelques années suivantes dans des conflits d'ordre politique, et non militaire et, en 1469, le shogun choisit Yoshihisa, son fils, pour héritier. Mais Hosokawa est las des batailles et aspire à la paix. Le calme revient et, quelques années plus tard, en 1473, Hosokawa et Yamana meurent.